# Callinera zhirmunskyi
Callinera zhirmunskyi är en djurart som tillhör fylumet slemmaskar, och som beskrevs av Chernyshev 2002. Callinera zhirmunskyi ingår i släktet Callinera och familjen Tubulanidae. Inga underarter finns listade i Catalogue of Life.